# Tăul Zânelor
Tăul Zânelor este o arie protejată de interes național ce corespunde categoriei a IV-a IUCN (rezervație naturală de tip mixt), situată în estul Transilvaniei, pe teritoriul județului Bistrița-Năsăud.

## Localizare
Aria naturală în extremitatea estică a județului Bistrița-Năsăud (în apropierea limitei de graniță cu județul Mureș), la baza nord-estică a Vârfului Țiganca din nord-vestul Munților Călimani (ce aparțin lanțului carpatic al Orientalilor), pe teritoriul administrativ al comunei Bistrița-Bârgăului.

## Descriere
Rezervația naturală a fost declarată arie protejată prin Legea Nr.5 din 6 martie 2000 (privind aprobarea Planului de amenajare a teritoriului național - Secțiunea a III-a - zone protejate, publicată în Monitorul Oficial al României, Nr.152 din 12 aprilie 2000) și se întinde pe o suprafață de 15 de hectare. Aceasta este inclusă în situl de importanță comunitară Cușma.
Aria protejată reprezintă o zonă naturală constituită din lacul omonim (Tăul Zânelor, lac format în urma alunecării unui val de grohotiș din abruptul Vârfului Țiganca) și zona împrejmuitoare a acestuia. Lacul este înconjurat de suprafețe împădurite cu arboret predominant de molid (Picea abies) și adăpostește o gamă diversă de floră protejată la nivel european prin Directiva CE 92/43/CE din 21 mai 1992 (bulbuc de munte, lalea pestriță, crețușcă, cupa-vacii, darie, poroinic,  roua cerului) și faună cu specii aflate pe lista roșie a IUCN (jder, nevăstuică, pisică sălbatică, ivorașul-cu-burta-galbenă, tritonul cu creastă, salamandra carpatică, brotacul-verde-de-copac, broasca-roșie-de-munte, broasca-roșie-de-pădure).

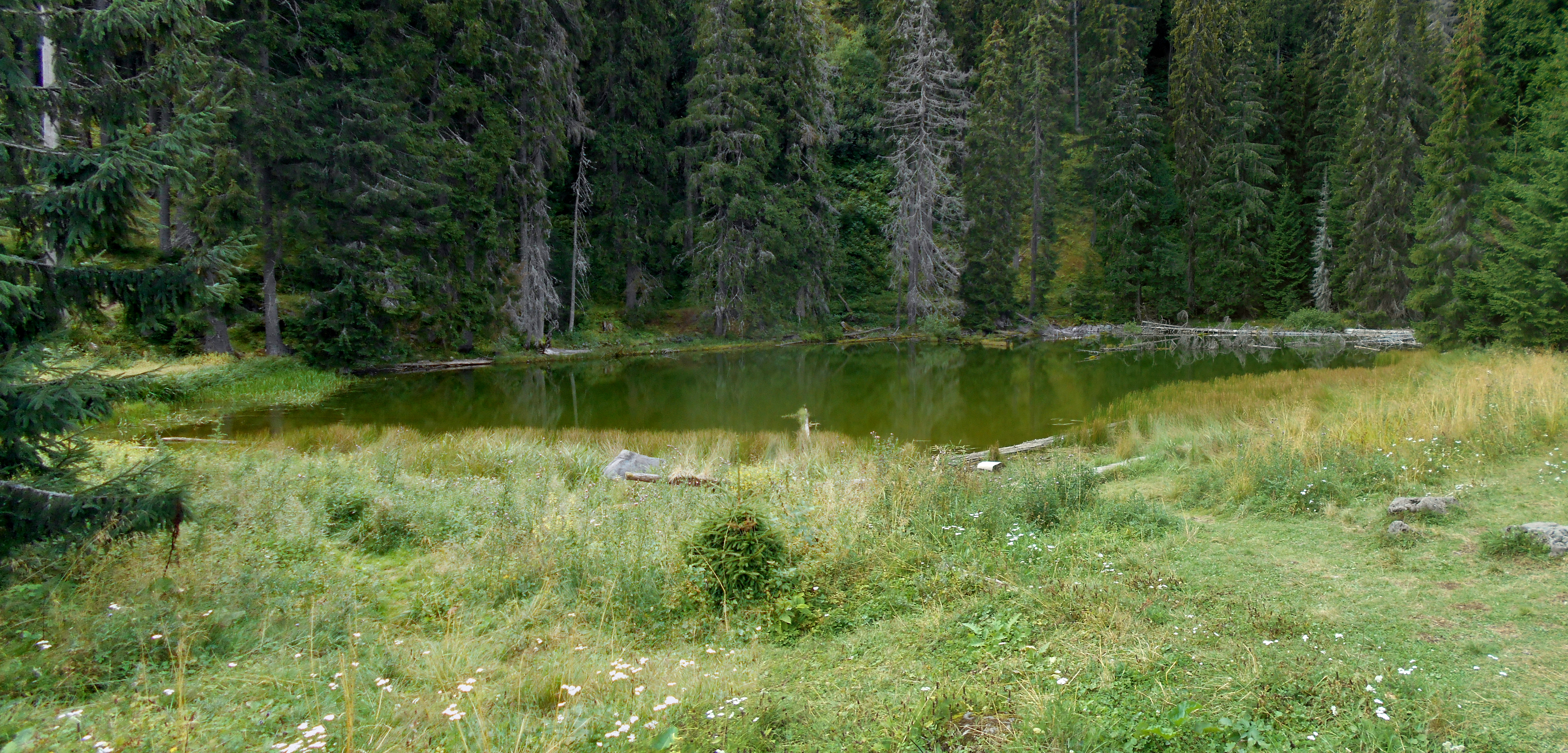
Tăul Zânelor

Lacul Tăul Zânelor este un lac de baraj natural care a luat naștere prin acumularea apelor de suprafață în spatele unui val de alunecare asociat cu prăbușiri din aglomeratele vulcanice desprinse de pe versantul apropiat este de origine nivală (acumulare de zăpezi), caracteristic masivelor montane mai joase fiind alimentat de un singur izvor de suprafață care iese din versantul muntelui aproape de baza lui dând naștere pârâului Zânelor de Sus.